# Umor materijala
Umor materijala ili zamor materijala je pojava postupnog oštećenja materijala usled dugotrajnih periodičnih promenjivih opterećenja (naprezanja). Umor materijala nastaje uglavnom kod dinamički napregnutih konstrukcija. Prilikom dinamičkog opterećenja, materijal će puknuti pri znatno manjim naprezanjima od maksimalne zatezne čvrstoće (M), pa čak i granice razvlačenja (σ0,2). Otpornost materijala prema dinamičkom ili cikličkom (oscilovanje) naprezanju naziva se dinamička izdržljivost materijala. Najveće naprezanje, po apsolutnoj vrednosti, koje materijal može podneti pri neograničenom broju ciklusa za dati koeficijent asimetrije i oblik opterećenja uzorka, naziva se trajna dinamička čvrstoća materijala. Trajna dinamička čvrstoća još se naziva i dinamička izdržljivost ili trajna oscilatorna čvrstoća.
Oko 80 do 90% svih lomova materijala ima svojstvo loma od umora materijala. Uticaj promenjivih opterećenja može biti praćen i visokim ili niskim temperaturama, i istovremenim delovanjem agresivnih medija (npr. morska voda). Početne ili inicijalne pukotine koje nastaju kod umora materijala su najoštrije prirodne pukotine koje se teško mogu otkriti pre loma. Lom usled umora materijala počinje na mestu najveće koncentracije naprezanja.

## Način oštećenja materijala pri umoru materijala
Objašnjenje načina oštećenja materijala pri umoru materijala je vrlo složeno i u uskoj je vezi s ponašanjem grešaka u kristalnoj rešeci (dislokacije). Pri delovanju dugotrajnog dinamičkog naprezanja u materijalu nastaju linije klizanja. To je znak da je došlo do lokalne plastične deformacije u centru maksimalnih naprezanja (vrh početne ili inicijalne pukotine u materijalu). Na tim mestima dolazi do očvršćivanja materijala i kod daljnjeg periodičnog opterećenja nastaje inicijalna mikropukotina, koja se širi sve dok se nosivi presek ne smanji toliko da maksimalna vrednost promenjivog naprezanja može izazvati trenutni lom.
Vrlo male pukotine (naprsline) redovna su pojava u konstrukcijama i njihovim delovima i kao takve su za konstrukciju bezopasne. Nauka o materijalima pokazuje da uvek prisutni mikroskopski defekti, u obliku nepravilnosti u kristalnoj rešetki metala, nastaju zbog niza nesavršenosti u procesu izrade. Zamor predstavlja rast i stapanje ovih nepravilnosti, nakon čega sledi formiranje pukotine, te njeno širenje do konačnog puknuća.
Proces oštećenja od umora materijala uobičajeno se deli u tri koraka:
- Inicijacija ili početak pukotine,
- Širenje ili rast pukotine,
- Nasilni lom.

U većini slučajeva pukotina nastaje na mestima najvećih naprezanja tj. na koncentratorima naprezanja (utori, promene preseka, zarezi, pukotine). Lokalni koncentratori naprezanja mogu biti:
- Deo dizajna konstrukcije (utor za pero)
- Greška prilikom mašinske obrade (npr. zarez nastao prilikom struganja)
- Nepravilnosti u materijalu (pore, supstitucijski i intersticijski atomi koji povećavaju krtost poput sumpora i vodonika).

Takve nepravilnosti je moguće ukloniti optimizovanjem dizajna konstrukcije, finom površinskom obradom i toplotnom obradom, čime dolazi do rekristalizacije i stvaranja sitnozrnaste strukture materijala, koja povećava čvrstoću i žilavost.

### Inicijacija ili početak pukotine
Prvi korak u procesu oštećenja od umora materijala predstavlja iniciranje pukotine. Pukotine se mogu inicirati na više načina, no važno je istaknuti da se najčešće počinju stvarati na slobodnoj površini, stoga je važno stanje površine kod ispitivanja otpornosti na umor. Nesavršenost procesa izrade i obrade materijala je glavni uzrok površinskih oštećenja. Osetljivost na površinska oštećenja raste s zateznom čvrstoćom materijala; uopšteno vredi da što je materijal čvršći to je veći uticaj stanja površine na umor.
Poseban slučaj iniciranja pukotine javlja se kod promenjivog opterećenja, a predstavlja stvaranje ekstruzija i intruzija na površini metala. Intruzije su zapravo izvori koncentracije naprezanja i mesta inicijacije pukotina. Ova pojava posledica je kristalične strukture metala, koji se sastoje od velikog broja kristala ili kristalnih zrna, od kojih svako zrno ima različita mehanička svojstva u različitim smerovima. Delovanjem promenjivog opterećenja dolazi do klizanja zrna po ravnima, te do povećanja broja linija klizanja. Udruživanjem više linija klizanja i njihovim rastom nastaje umorna pukotina. Kada je pukotina inicirana, ona će se širiti u ravni maksimalnog smičnog naprezanja (odrez). Klizanje je uglavnom i uslovljeno smičnim naprezanjem, pa što su veće amplitude smičnog naprezanja i veći broj ciklusa ono je izraženije. Područje prve faze zauzima samo mali deo površine loma, a broj ciklusa umornog veka koji se odnosi na prvi korak zavisi od veličine naprezanja. Povećanjem nivoa naprezanja, skraćuje se korak iniciranja pukotine, pa tako kod vrlo malih naprezanja (visokociklični umor), većina umornog veka predstavlja vreme iniciranja pukotine, a kod vrlo velikih naprezanja pukotine nastaju vrlo rano.

### Širenje ili rast pukotine
Drugi korak predstavlja stvaranje makropukotine (tehničke pukotine) iz niza mikropukotina iniciranih u prvom koraku, procesom klizanja duž ravni. Ovde dolazi do promene smera rasta pukotine, a kada će do toga doći zavisi od veličine vlačnog naprezanja. Kod vrlo velikih zateznih naprezanja (niskociklički umor), korak iniciranja pukotine je neprimetan, tj. drugi korak zauzima gotovo celo područje lomne površine. Područje visokocikličkog i niskocikličkog umora vrlo je teško razgraničiti, a najčešće se u postupcima za ocenu umora konstrukcija pretpostavlja granica ~ 104 do 105 ciklusa do loma. U kojoj će se ravnini širiti pukotina zavisi od stanja naprezanja, najčešće je to vertikalno na pravac maksimalnog zateznog naprezanja. Pukotina raste brzinom od ~ 10−8 do 10−3 mm po ciklusu.

### Lom materijala
Nakon prva dva koraka dolazi do naglog širenja pukotine i nestabilnog loma konstrukcije. Kod materijala sklonih krtom lomu ova faza započinje u trenutku kada je postignuta kritična dužina pukotine, dok kod rastezljivih materijala početak loma zavisi od naprezanja.

## Određivanje dinamičke izdržljivosti konstrukcije
Dinamička izdržljivost ili trajna dinamička čvrstoća konstrukcija i zavarenih spojeva uobičajeno se daje preko Velerovih krivih (S–N krivulje). Velerova kriva daje odnos između broja ciklusa naprezanja do loma N i raspona nazivnog naprezanja Δσ: , gde su  i  konstante zavisne od materijala i tipa zavara, tipu opterećenja i okolnim uslovima. Raspon naprezanja Δσ određuje se kao razlika najvećeg gornjeg naprezanja ciklusa σmax i najvećeg donjeg naprezanja ciklusa σmin: Δσ = σmax – σmin.
Velerove krive se određuju eksperimentima na uzorcima (epruvete), koji se podvrgavaju promenjivom naprezanju konstantne amplitude do loma, a životni vek (vek trajanja spoja) određuje se kao broj ciklusa do loma. Najveće promenjivo naprezanje koje uzorci izdrže bez pojave loma nakon praktični beskonačnog broja ciklusa, predočeno graničnim brojem ciklusa , naziva se dinamička izdržljivost . Kod konstrukcijskih (brodograđevnih) čelika, Velerova kriva se asimptotski približava vrednosti dinamičke izdržljivosti. Uobičajena vrednost graničnog broja ciklusa za čelik je  = 107 ciklusa. Odgovarajuće Velerove krive utvrđuju se za svaki detalj konstrukcije.

## Istorija
Prva sistematska ispitivanja lomova usled promenjivog opterećenja, u razdoblju 1850-tih do 1860-tih godina, provodio je Avgust Veler, vezano uz probleme učestalih lomova željezničkih osovina, koji je prvi uočio slučajeve loma konstrukcije, kod kojih je naprezanje bilo niže od granice razvlačenja. Njegovi zaključci o produženju radnog veka s opadanjem amplitude opterećenja (Velerova ili S–N kriva) i postojanju donje vrednosti amplitude naprezanja ispod koje lom neće nastupiti, ni kod beskonačnog ponavljanja opterećenja (dinamička izdržljivost ili trajna dinamička čvrstoća) temeljne su postavke i današnjeg izučavanja umora materijala. Veler je takođe uočio da je za umor materijala važniji raspon naprezanja od samog maksimalnog naprezanja.
Tokom razdoblja od 1870-tih do 1890-tih godina, niz istraživača nastavio je Velerov klasični rad. Gerber je istraživao uticaj srednjeg naprezanja, a Gudman je predložio pojednostavljenu teoriju srednjeg naprezanja. Krajem 19. veka Johan Bošinger je otkrio različito ponašanje materijala kod dinamičkog u odnosu na statičko ispitivanje, te je eksperimentima pokazao da se granica razvlačenja, istezna ili pritisna, redukuje nakon suprotnog opterećenja koje izaziva i plastične deformacije (Bošingerov efekt).
Krajem 19. i početkom 20. veka upotrebljen je i optički mikroskop za nastavak istraživanja mehanizma umora materijala. Uočene su lokalne linije klizanja koje dovode do stvaranja mikropukotina. Godine 1920. Alan Arnold Grifit objavljuje rezultate teoretskih proračuna i rezultate eksperimenta krtog loma stakla. On je otkrio da čvrstoća stakla zavisi od veličine mikroskopske pukotine. Između ostalog Grifit je otkrio da je stvarna čvrstoća materijala znatno niža od teorijske (očekivane), što objašnjava činjenicom da materijal uvek sadrži pukotine. Ovim pionirskim radom Grifit postaje utemeljitelj mehanike loma 1924.
Gof značajno doprinosi razumevanju mehanizma umora materijala, te izdaje knjigu o umoru metala. Mure i Komers izdaju prvu opsežnu američku knjigu o umoru metala 1927, 1929. i 1930. Hejg prestavlja svoje racionalno objašnjenje razlike odziva čelika povišene čvrstoće i običnog konstrukcijskog čelika na umor kod prisutnosti zareza. Upotrebio je koncept analize zamornog produženja i samonaprezanja koje su kasnije detaljno razvili drugi istraživači. J.O. Almen je tačno objasnio poboljšanje umorne čvrstoće od pritisnog naprezanja u površinskom sloju izazvanih čekićanjem. Horger je pokazao da površinsko valjanje može sprečiti rast pukotina. 1937. Neuber objašnjava da je srednje naprezanje u maloj zapremini materijala u korenu zareza puno važnije od vršnog naprezanja u samom dnu zareza. Za vreme Drugog svetskog rata namerna upotreba pritisnog samonaprezanja bila je uobičajena u izradi vazduhoplovnih motora i oklopnih vozila.
Krti lomovi zavarenih konstrukcija brodova serije „Liberti” pokrenuli su razmišljanja vezana uz postojeća oštećenja konstrukcije, kao i uticaj koncentracije naprezanja. Mnogi od lomova započeli su na mestima znatne koncentracije naprezanja, tj. na rubovima grotala, kvadratnim izrezima i zavarima. Godine 1945. Miner je formulirao kriterijum linearnog kumulativnog oštećenja, predložen od Palmgrena još 1924. (Palmgren–Minerov zakon).
Veliki doprinos istraživanju umora materijala 1950-tih godina napravljen je uvođenjem elektrohidrauličkih ispitnih sistema (umaralice), koje su omogućile ispitivanja stvarnim opterećenjima uzoraka, komponenti i čitavih mehaničkih sistema. Elektronski mikroskop omogućio je bolje razumevanje osnovnih zamornih mehanizama. Irvin prvi uvodi faktor intenziteta naprezanja K, koji je prihvaćen kao osnova linearno elastične mehanike loma i predviđanja vremena rasta umorne pukotine. Manson i Kofin 1960-tih godina postavljaju temelje današnjih istraživanja zamora putem analize deformacija u zarezu. Paris i Erdogan 1963. pokazuju da se rast zamorne pukotine najbolje može opisati preko raspona faktora intenziteta naprezanja ΔK (Paris–Erdoganov zakon), gde su  i  konstante materijala. Ovaj zakon je i danas najviše upotrebljavani način proračuna rasta pukotine i procene preostalog životnog veka dela s pukotinom.

## Umor kod brodskih konstrukcija
Lom brodskih konstrukcija uzrokovan pukotinama pri promenjivom naprezanju, koje je manje od čvrstoće materijala, tzv. umorni lom, vrlo se često javlja u službi broda. Umor je lokalna pojava koja se kod brodskih i pomorskih konstrukcija javlja kod detalja koji su neodgovarajuće projektirani, izrađeni i održavani. U brodskim konstrukcijama, umorne pukotine uopšteno nastaju na mestima samih zavara, gde postoje visoke koncentracije naprezanja, koje su posledica postupka zavarivanja, te na mestima kao što su izrezi, otvori i rubovi limova, gde se zbog nagle promene geometrije, prekinutosti ili neporavnatosti detalja javljaju povećana naprezanja. Mehaničke osovine čelika kao konstrukcijskog materijala, tehnologija izrade i posebno prisutnost zavara donose još niz problema specifičnih za čelične konstrukcije, kao što su zaostala naprezanja, srednja naprezanja, uticaj okoline (korozija) i netačnosti, a pored ovih postoje i uobičajeni problemi vezani uz uticaj merila, izradu, kontrolu kvaliteta.

## Spoljašnje veze
- Staff, PDL (1995). Fatigue and Tribological Properties of Plastics and Elastomers. Plastics Design Library. ISBN 978-1-884207-15-0.
- Leary, M.; Burvill, C. (2009). „Applicability of published data for fatigue-limited design”. Quality and Reliability Engineering International. 25 (8): 921—932. doi:10.1002/qre.1010.
- Dieter, G. E. (2013). Mechanical Metallurgy. McGraw-Hill. ISBN 978-1259064791.
- Little, R.E.; Jebe, E.H. (1975). Statistical Design of Fatigue Experiments. John Wiley & Sons. ISBN 978-0-470-54115-9.
- Palmgren, A. G. (1924). „Die Lebensdauer von Kugellagern” [Life Length of Roller Bearings]. Zeitschrift des Vereines Deutscher Ingenieure (на језику: немачки). 68 (14): 339—341.
- Schijve, J. (2009). Fatigue of Structures and Materials. Springer. ISBN 978-1-4020-6807-2.
- Lalanne, C. (2009). Fatigue Damage. ISTE - Wiley. ISBN 978-1-84821-125-4.
- Pook, L. (2007). Metal Fatigue, What it is, Why it matters. Springer. ISBN 978-1-4020-5596-6.
- Draper, J. (2008). Modern Metal Fatigue Analysis. EMAS. ISBN 978-0-947817-79-4.
- Suresh, S. (2004). Fatigue of Materials. Cambridge University Press. ISBN 978-0-521-57046-6.
- Kim, H. S. (2018). Mechanics of Solids and Fracture, 3rd ed. Bookboon, London. ISBN 978-87-403-2393-1.